# Онгоніт
Онгоніт, онґоніт (рос. онгонит; англ. ongonite; нім. Ongonit m) — магматична гірська порода кислого складу помірно-лужного ряду з групи трахіріодацитів, що містить вкраплення альбіту, калієвого польового шпату, кварцу і літієво-флуористої слюди в основній масі зі скла і цих же мінералів. Субвулканічний часто порфіровий різновид рідкіснометалічних літій-флуористих гранітів.

## Загальний опис
За хімічним та мінеральним складом онгоніти подібні до головних різновидів літій-флуористих гранітів або до натрій-літієвих пегматитів. Породотвірні мінерали — КПШ, альбіт, кварц, другорядні — літієві слюди, топаз, акцесорні — каситерит, танталіт, пірохлор та ін.
Термін введений в 1976 р. В. І. Коваленко, Н. І. Коваленко.
В Україні породи, подібні до онгоніту описані в Приазов'ї.